# Сезон ФК «Геліос» (Харків) 2011—2012
Сезон ФК «Геліос» (Харків) 2011—2012 — 9-ий сезон футбольного клубу «Геліос» у футбольних змаганнях України професійних футбольних клубів.

## Клуб

### Тренерський штаб
| Посада            | Ім'я               |
| ----------------- | ------------------ |
| Головний тренер   | Володимир Шеховцов |
| Тренер            | Сергій Єсін        |
| Начальник команди | Віталій Петров     |
| Лікар             | Олександр Попов    |

## Перша ліга

### Матчі Першої ліги
| 1 тур 16.07.2011 | «Буковина»                                                                                         | 1:1        | «Геліос»                                                                                              | Чернівці                                               |  |
| 18:00 +24        | Олександр Семенюк 3' (пен.) Роман Дорош 18' Олександр Вечтомов 64' Олександр Артьоменко 77', 90+7' | (Протокол) | 1' Денис Сидоренко 10' Олександр Тарасенко 34' Олексій Кривошеєв 42' Антон Хромих 61' Євгеній Лозовий | Стадіон: «Буковина» Глядачі: 2 000 Суддя: Лаврів І. Г. |  |

| 2 тур 23.07.2011 | «Геліос» | 2:2        | «Кримтеплиця»                                                                                                | Харків                                                  |  |
| 18:00 +28        | Олексій Кривошеєв 36' Руслан Качур 48' Олександр Тарасенко 57' (пен.) Сергій Лобойко 60' Андрій Кікоть 90+3' | (Протокол) | 26' Артур Новотрясов 42' Володимир Бідловський 54' Віталій Візавер 57' Володимир Симончук 86' Тарас Михайлюк | Стадіон: «Геліос-Арена» Глядачі: 900 Суддя: Махно Г. Ю. |  |

| 3 тур 30.07.2011 | ПФК «Севастополь»                                                               | 1:0        | «Геліос»                                                    | Севастополь                                                                      |  |
| 19:00 +31        | Олег Шандрук 42' Роман Войнаровський 56' Андрій Шевчук 65' Мате Гвініанідзе 77' | (Протокол) | 28' Юрій Буличев 80' Любомир Гальчук 90+2' Андрій Кандауров | Стадіон: СК «Севастополь» ВАТ «Севморзавод» Глядачі: 4 800 Суддя: Кутаков Дмитро |  |

| 4 тур 6.08.2011 | «Говерла-Закарпаття»                                                                                               | 2:0        | «Геліос»                                                                      | Ужгород                                               |  |
| 18:00 +30       | Станіслав Печенкін 6' Мірко Райчевич 8' Микола Гибалюк 20' Сергій Кучеренко 40' Дмитро Трухін 64' Олег Міщенко 66' | (Протокол) | 66' Олексій Кривошеєв 79' Андрій Деркач 90' Юрій Буличев 90+4' Руслан Зарубін | Стадіон: «Авангард» Глядачі: 2 800 Суддя: Фощій Ю. В. |  |

| 5 тур 12.08.2011 | «Геліос»                                                                        | 2:1        | «Титан»                                                                         | Харків                                                         |  |
| 17:30 +33        | Андрій Деркач 11' Антон Хромих 45+1' Євгеній Лозовий 65' Андрій Кандауров 90+1' | (Протокол) | 2' Віталій Субочев 27' Артем Кошелев 58' Віталій Калініченко 90+4' Роман Довжик | Стадіон: «Геліос-Арена» Глядачі: 1 000 Суддя: Яблонський А. Е. |  |

## Статистика гравців

### Статистика гравців в офіційних матчах
| Футбольний м'яч | Це незавершена стаття про футбол. Ви можете допомогти проєкту, виправивши або дописавши її. |